# Лукьяново (Торопецкий район)
Лукья́ново — деревня в Торопецком районе Тверской области России. Входит в состав Речанского сельского поселения.

## География
Деревня расположена в юго-восточной части Торопецкого района на северном берегу озера Грядецкое. Находится в 19 км к юго-востоку от Торопца и в 17 км к западу от Речан.

## Этимология
Название деревни образовано от мужского имени Лукьян.

## История
На топографической карте Фёдора Шуберта, изданной в 1871 году обозначена деревня Лукъянова. Имела 7 дворов. 
В списке населённых мест Псковской губернии за 1885 год значится деревня Лукьяново. Располагалась при озере Грядцы в 21 версте от уездного горорода. Входила в состав Понизовской волости Торопецкого уезда. Имела 18 дворов, 133 жителя (60 мужчин и 73 женщины).

## Население
| 2010 |
| ---- |
| 5    |

В 2002 году население деревни составляло 9 человек. 
Национальный состав
Согласно результатам переписи 2002 года, в национальной структуре населения русские составляли 100 % от жителей.